# Saint-Hilaire-la-Croix

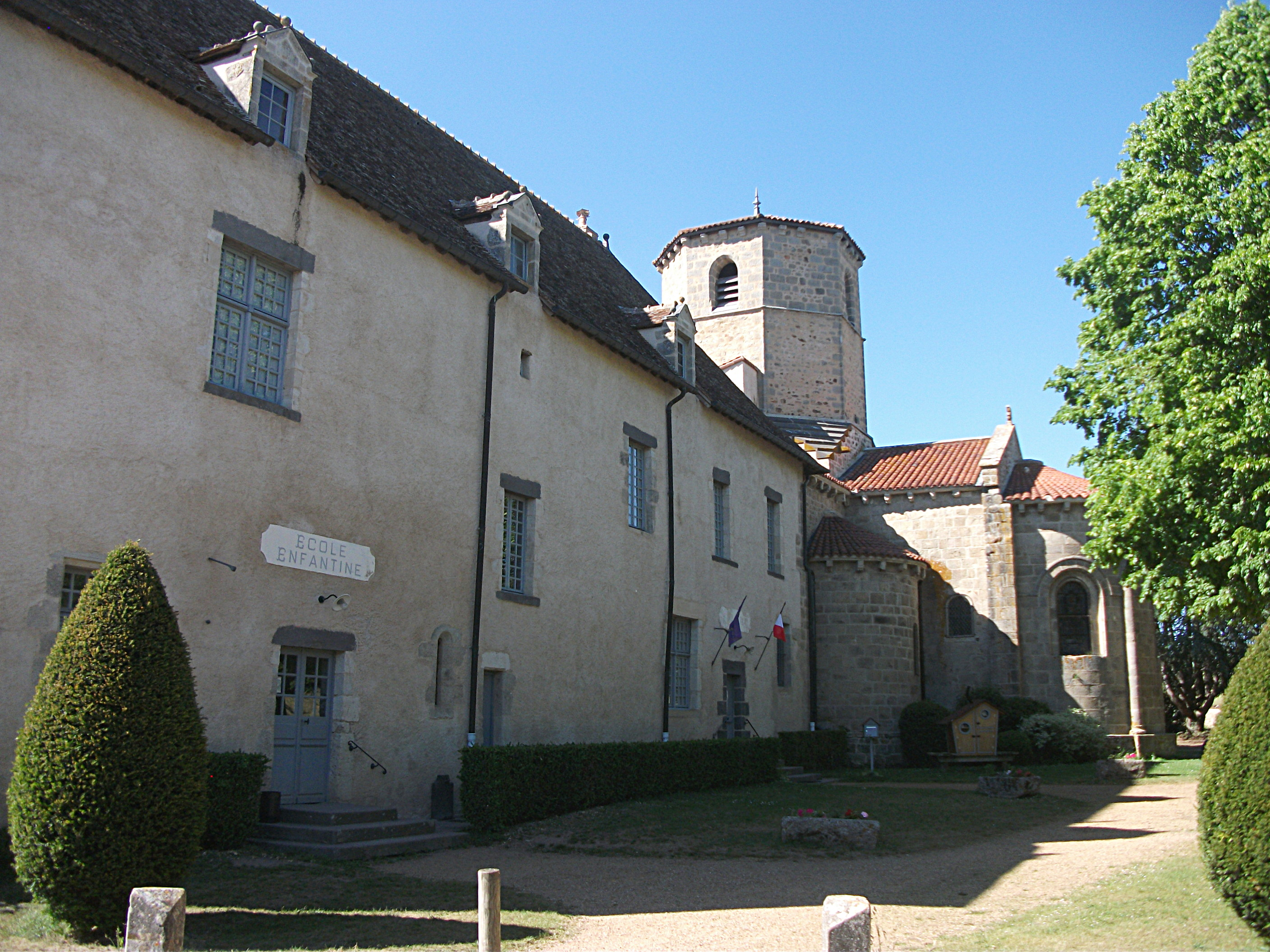
Schule, Rathaus und Kirche von Saint-Hilaire-la-Croix

Saint-Hilaire-la-Croix ist eine französische Gemeinde mit 372 Einwohnern (Stand: 1. Januar 2022) im Département Puy-de-Dôme in der Region Auvergne-Rhône-Alpes. Sie gehört zum Arrondissement Riom und zum Kanton Saint-Georges-de-Mons (bis 2015: Kanton Combronde).

## Geographie
Saint-Hilaire-la-Croix liegt etwa 18 Kilometer nordnordwestlich von Riom und etwa 30 Kilometer nördlich von Clermont-Ferrand. Umgeben wird Saint-Hilaire-la-Croix von den Nachbargemeinden Marcillat im Norden, Champs im Osten, Joserand im Südosten, Montcel im Süden, Charbonnières-les-Vielles im Südwesten, Blot-l’Église im Westen und Südwesten sowie Saint-Pardoux im Westen.

## Bevölkerungsentwicklung
| Jahr                       | 1962 | 1968 | 1975 | 1982 | 1990 | 1999 | 2006 | 2013 |
| Einwohner                  | 290  | 239  | 223  | 219  | 241  | 234  | 286  | 315  |
| Quellen: Cassini und INSEE |      |      |      |      |      |      |      |      |

## Sehenswürdigkeiten
- Kirche Saint-Hilaire aus dem 12. Jahrhundert
- Schloss Jozerand
- Schloss Les Capponi
- Ruine der Burg Rocher